# Тиса (озеро)
Ти́са (Кіскорей; угор. Tisza-tó, угор. Kiskörei-víztározó) — штучне озеро, найбільше водосховище в Угорщині.
Водойма розташована на південний схід від міста Гевеш на кордоні трьох медьє Боршод-Абауй-Земплен, Гайду-Бігар і Яс-Надькун-Сольнок.

## Історія
Водосховище створено в рамках програми по боротьбі з паводками на річці Тиса. Водойма почалась заповнюватись 1973 року перед греблею Тиса і свого апогею досягла у 1990-их роках. Після утворення стала для угорців місцем відпочинку на противагу Балатона, завжди заповненого вщент відпочиваючими. В результаті водоймі офіційно надано сучасну назву і визначений пріоритетним саме туристичний напрямок розвитку.

## Природа
Озеро має своєрідну місцеву флору та фауну, яка поступово формувалась з початку заповнення водойми водами річки Тиса. 27 квітня 2012 року на березі Тиси був відкритий екоцентр, який відкритий для туристів, що хочуть дізнатись про дику природу долини річки Тиса та озера.

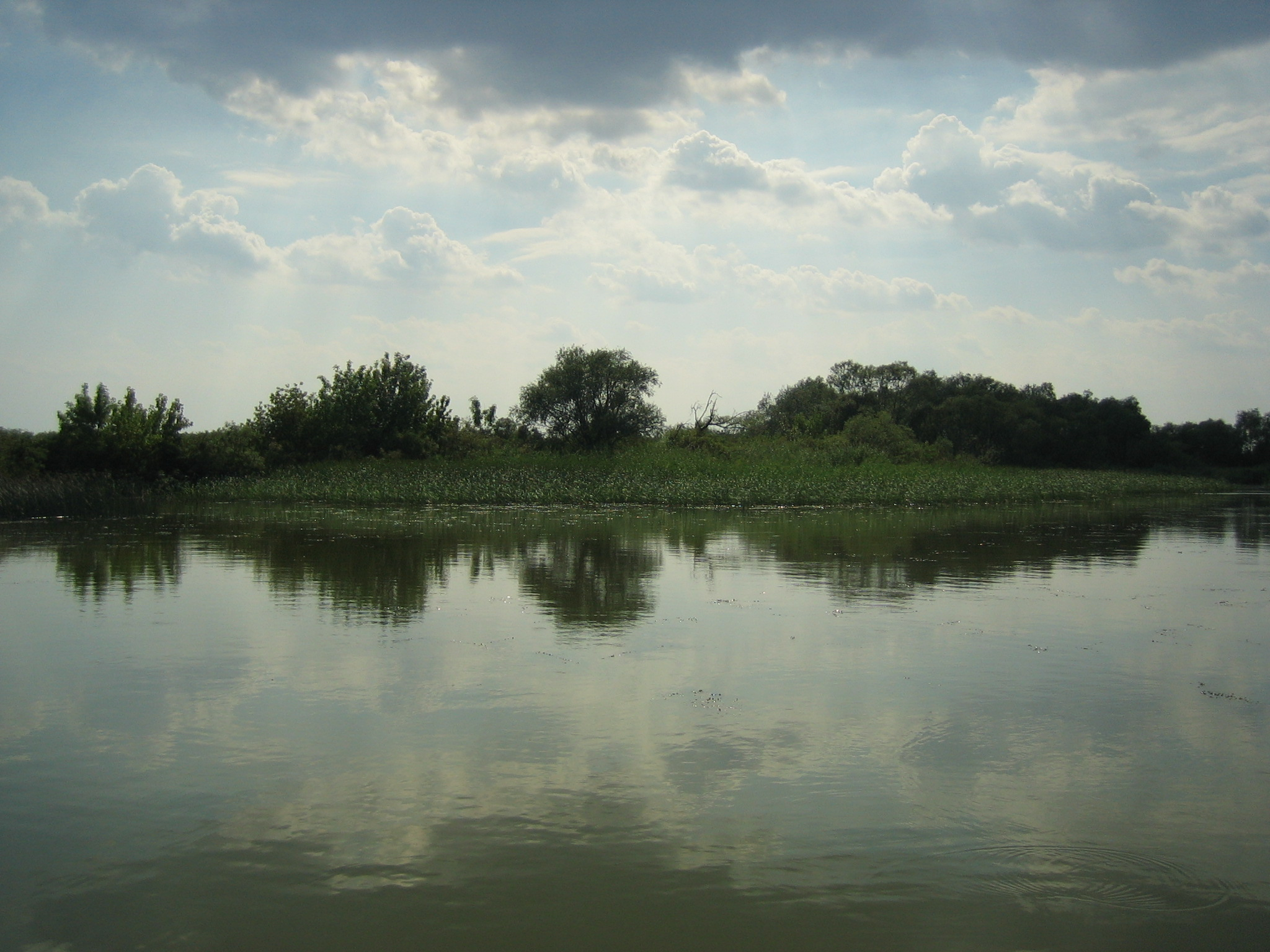
Озерний краєвид
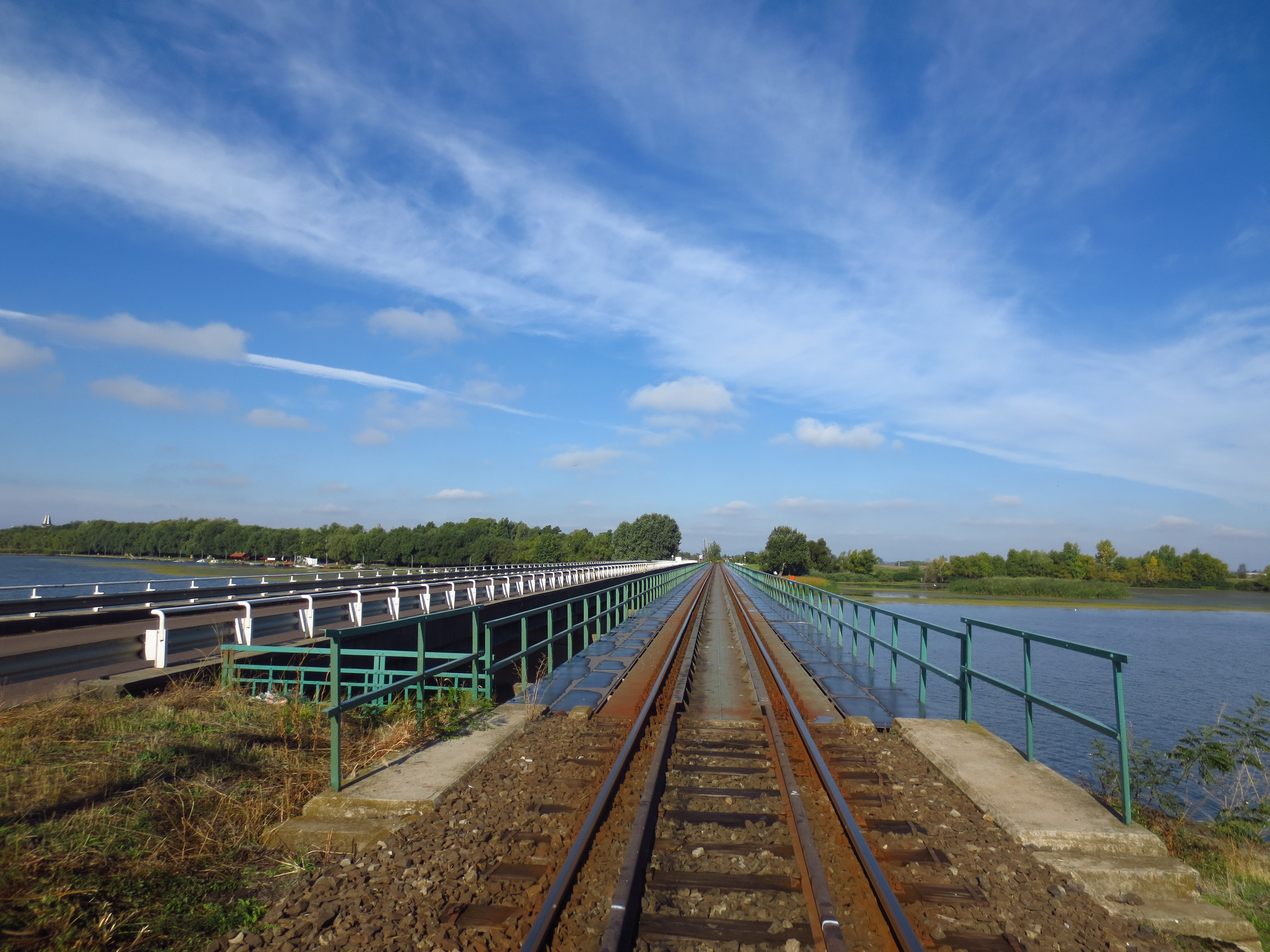
Міст на Дебрецен
Тиса влітку
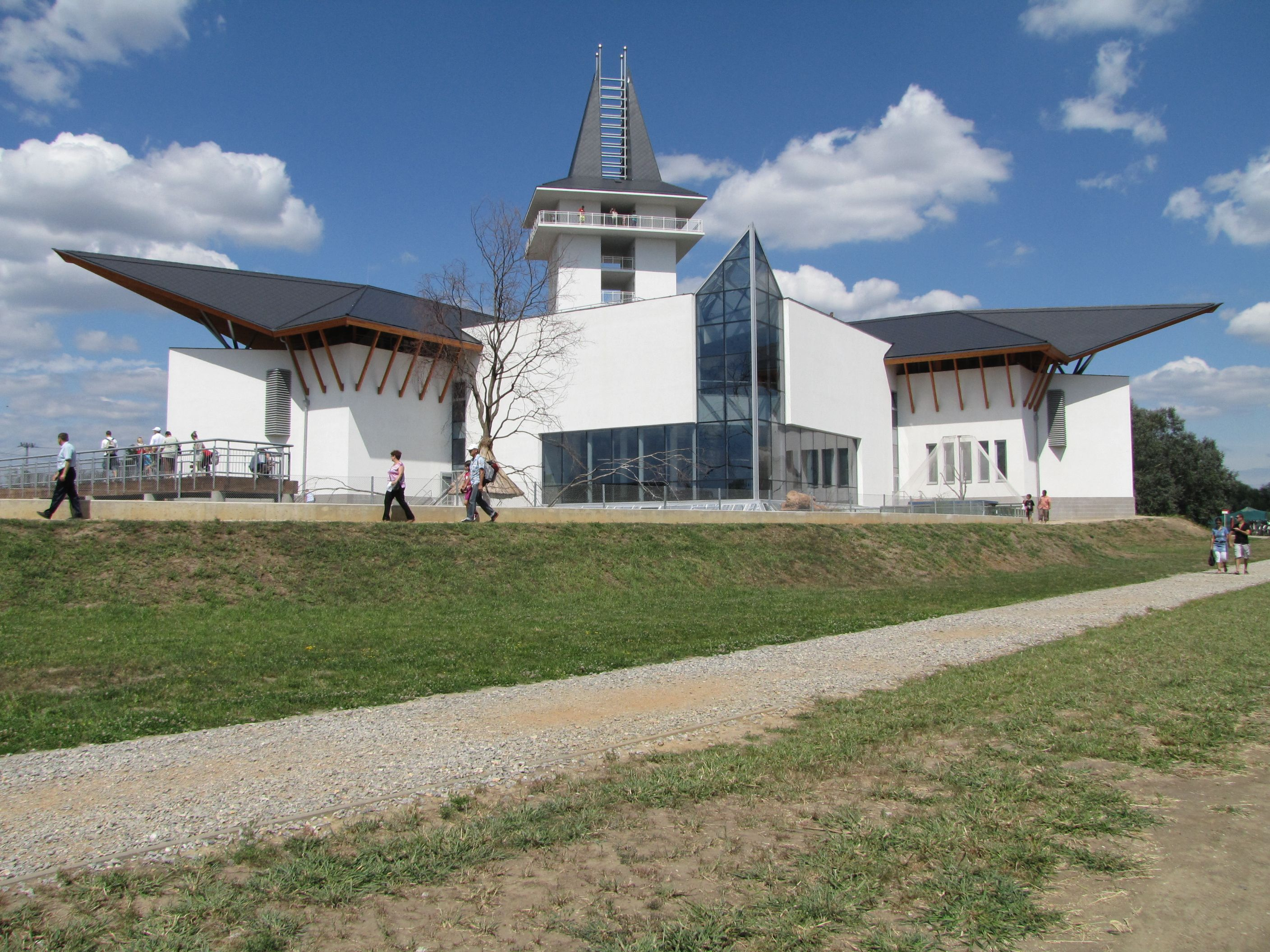
Екоцентр